# Xã Little River, Quận Reno, Kansas
Xã Little River (tiếng Anh: Little River Township) là một xã thuộc quận Reno, tiểu bang Kansas, Hoa Kỳ. Năm 2010, dân số của xã này là 1.822 người.